# John Glenn

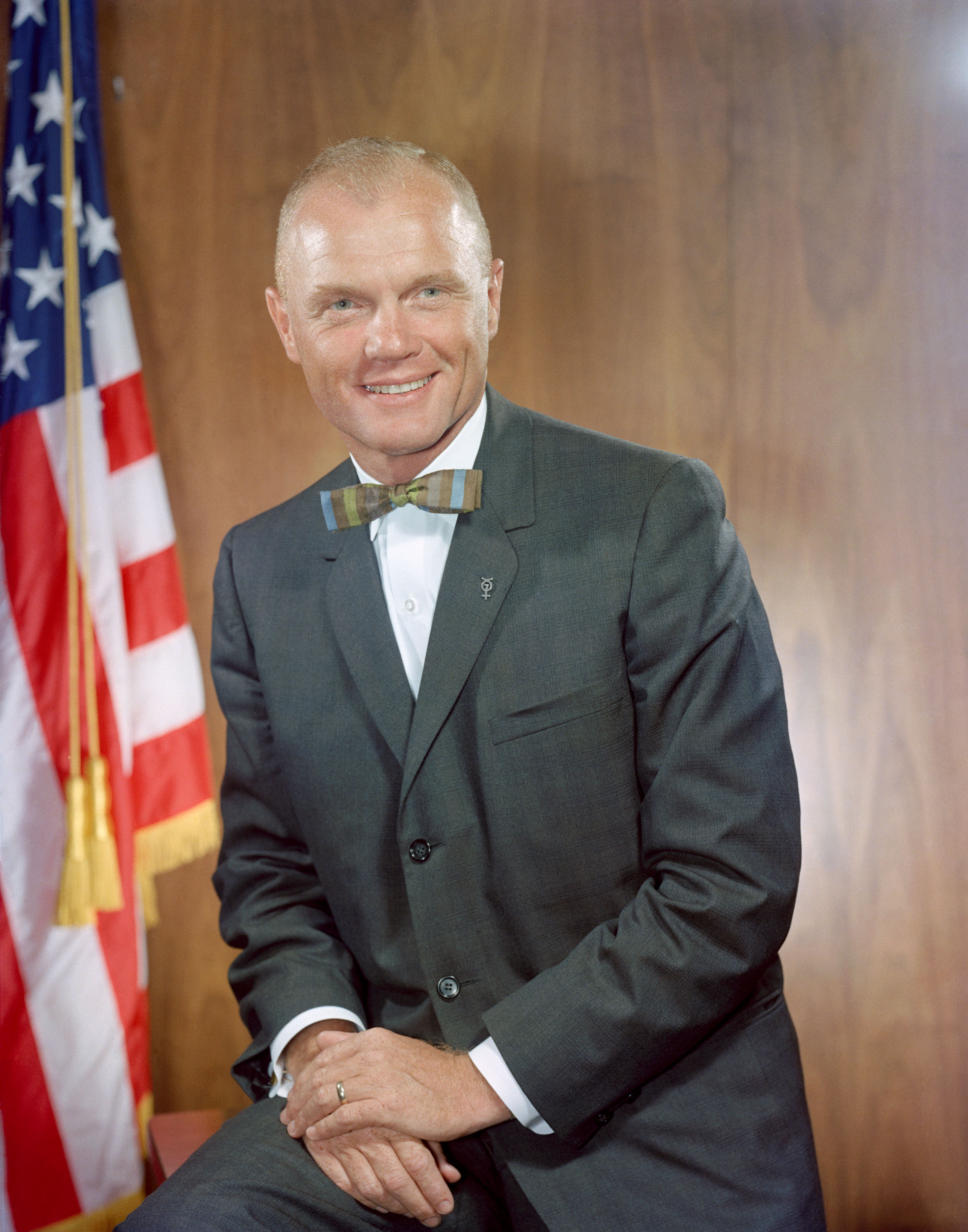
John Herschel Glenn, 1961

John Herschel Glenn Jr. (* 18. Juli 1921 in Cambridge, Ohio; † 8. Dezember 2016 in Columbus, Ohio) war ein US-amerikanischer Kampfpilot, Testpilot, Astronaut und Politiker. Er war 1962 der erste Amerikaner, der die Erde in einem Raumschiff umkreiste, und von 1974 bis 1999 für den Staat Ohio Senator der Demokratischen Partei im Senat der Vereinigten Staaten.

## Leben
Glenn wurde am 18. Juli 1921 in Ohio als Sohn eines Eisenbahnschaffners geboren und besuchte bis 1939 die High School, danach studierte er bis 1943 Ingenieurwissenschaften und trat im selben Jahr dem United States Marine Corps bei. Im Zweiten Weltkrieg sowie später im Koreakrieg diente er als Kampfflieger und verblieb als Testpilot bei den Marines. Im Juli 1957 flog er mit einer Vought F8U-1P in drei Stunden und 23 Minuten von Los Angeles nach New York, der erste Transkontinentalflug in Überschallgeschwindigkeit (Durchschnittsgeschwindigkeit Mach 1,1), und stellte damit einen neuen Geschwindigkeitsrekord auf.

### Bei der NASA

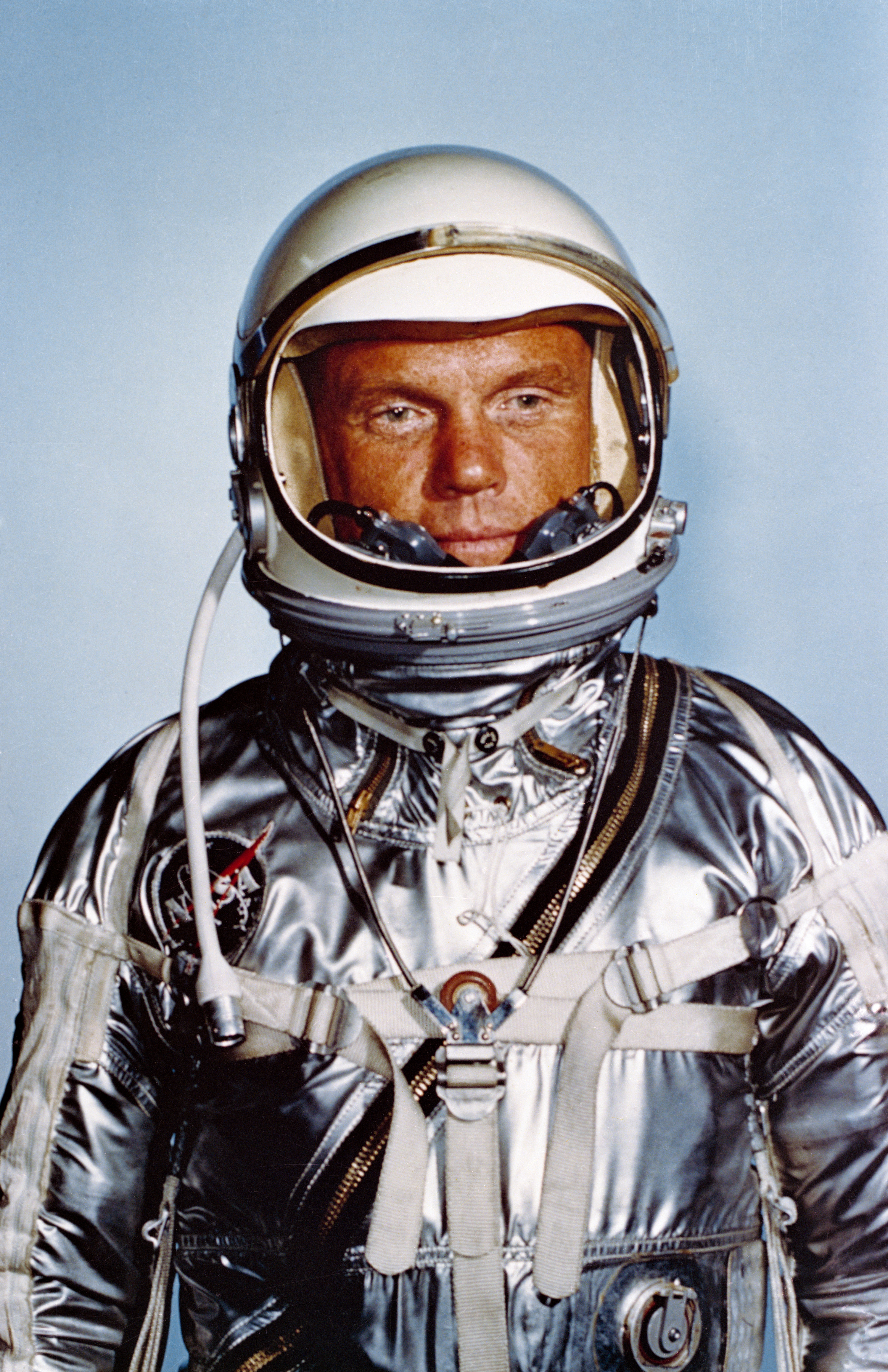
John Glenn im Raumanzug, 1962

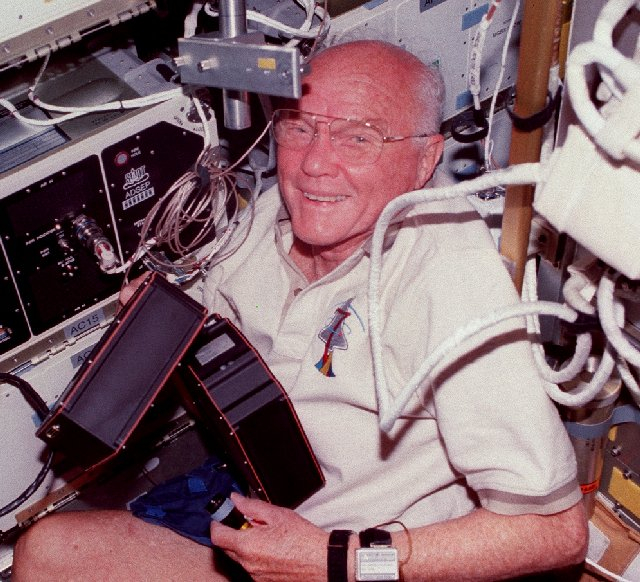
Glenn während der STS-95-Mission, 1998

Als einer der Astronauten der Mercury Seven war er ab April 1959 für die NASA im Rahmen des Mercury-Programms tätig. Für die suborbitalen Flüge von Mercury-Redstone 3 und Mercury-Redstone 4 stand er als Ersatzpilot zur Verfügung und unterstützte dabei die Astronauten Alan Shepard und Virgil Grissom, denen er half, in das kleine Mercury-Raumschiff einzusteigen und letzte Tests vorzunehmen. Am 20. Februar 1962 startete er als Pilot an der Spitze einer Atlas-Rakete von der Cape Canaveral Air Force Station in Florida zur Mercury-Atlas-6-Mission „Friendship 7“. Er umkreiste damit als erster US-Amerikaner drei Mal die Erde. Die gesamte Mission dauerte vier Stunden, 55 Minuten und 23 Sekunden.
Nach dem Flug wurde Glenn zum amerikanischen Idol aufgebaut. Präsident John F. Kennedy pflegte eine öffentlichkeitswirksame Freundschaft mit ihm, ordnete aber heimlich an, dass Glenn keine weiteren Raumflüge absolvieren durfte, um das Leben des Idols nicht aufs Spiel zu setzen. 1964 verließ Glenn die NASA und wurde Geschäftsführer einer Getränkefirma.

### Politik
In der Folgezeit bewarb er sich mehrfach um einen der Sitze seines Heimatstaates Ohio im Senat der Vereinigten Staaten. 1964 musste er seine Kandidatur unfallbedingt zurückziehen, 1970 unterlag er in den Vorwahlen der Demokratischen Partei. 1974 konnte er schließlich die Wahl für sich entscheiden und wurde 1980 mit großer Mehrheit wiedergewählt, ebenso 1986 und 1992. Glenn vertrat die Interessen Ohios bis 1999. 1984 bewarb er sich erfolglos um die Präsidentschaftskandidatur der Demokratischen Partei.

### Erneuter Raumflug
Vom 29. Oktober bis 7. November 1998 war Glenn im Rahmen der Space-Shuttle-Mission STS-95 mit der Raumfähre Discovery erneut im Weltraum, diesmal umkreiste er die Erde 134 Mal. Dabei sollte untersucht werden, wie sich die Schwerelosigkeit auf ältere Menschen auswirkt. Mit 36 Jahren hält er damit den Rekord für die größte Zeitspanne zwischen zwei Raumflügen. Außerdem war er mit 77 Jahren der zu diesem Zeitpunkt älteste Raumfahrer im All. Diesen Rekord hielt er bis zum 20. Juli 2021, als die 82-jährige Wally Funk einen zehnminütigen Raumflug absolvierte (2021 abgelöst durch den 90-jährigen William Shatner). Nach wie vor ist Glenn der älteste Astronaut, der in den Erdorbit gelangt ist. Nach dem Tod von Scott Carpenter war er seit dem 11. Oktober 2013 der letzte lebende Mercury-Astronaut.

### Privatleben

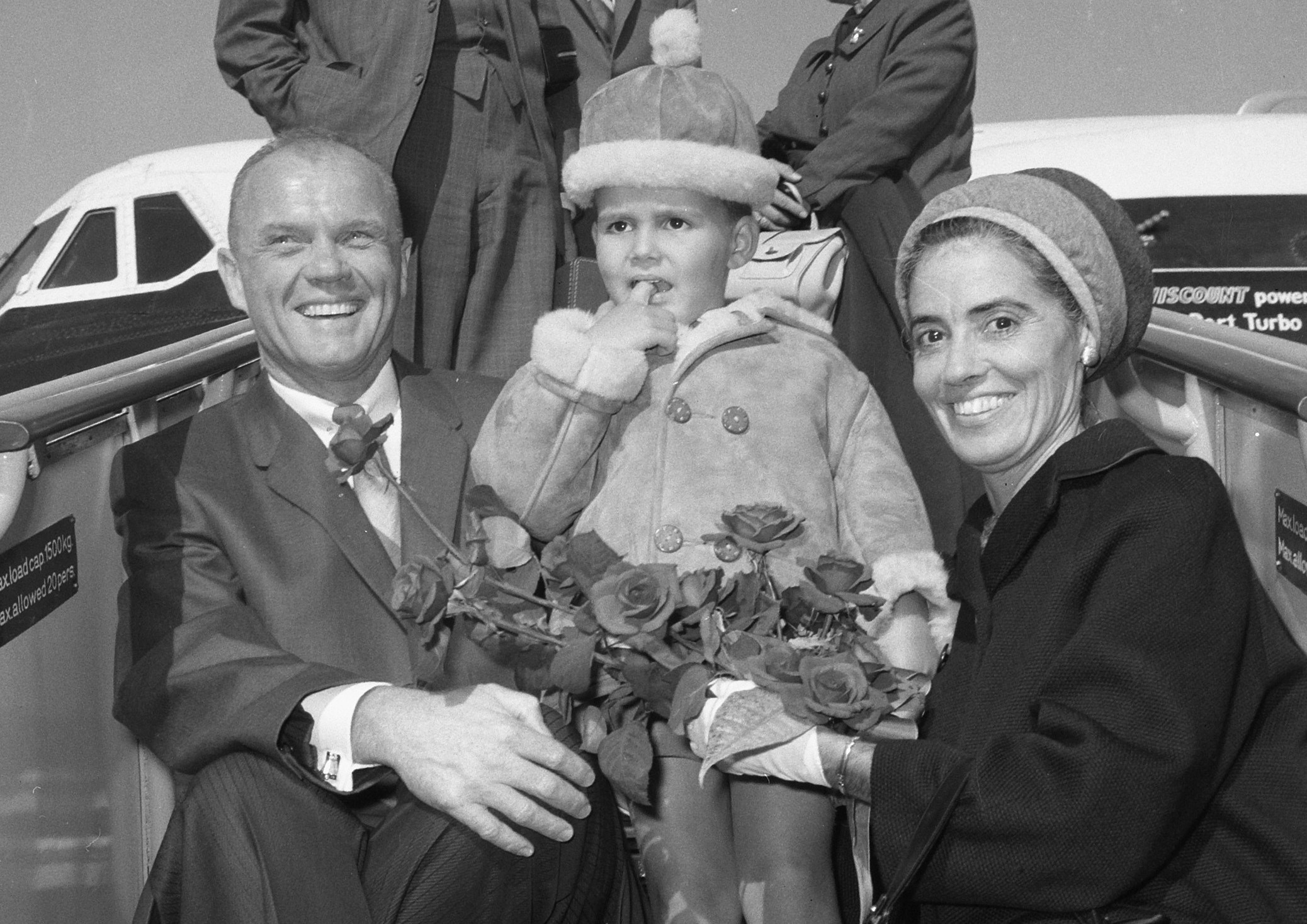
Annie und John Glenn, 1965

Glenn heiratete am 6. April 1943 in New Concord Anna Margaret Castor (* 17. Februar 1920; † 19. Mai 2020). Die beiden kannten sich seit ihrer Kindheit. Sie bekamen zwei Kinder, einen Sohn (* 1945) und eine Tochter (* 1947). John Glenn war Mitglied im Bund der Freimaurer (Concord Lodge # 688 New Concord, Ohio).
Glenn wurde am 6. April 2017 mit militärischen Ehren als Mitglied des United States Marine Corps in Anwesenheit seiner Witwe und der Kinder auf dem Arlington National Cemetery unter dem Kommando des CMC Robert B. Neller beigesetzt.
Seine Witwe Annie Glenn setzte sich für Menschen mit Sprachschwierigkeiten und anderen Behinderungen ein, stotterte selbst, verbesserte ihre Sprechfähigkeit im Alter von 53 Jahren durch Teilnahme an einem Kurs und starb im Mai 2020 100-jährig in einem Pflegeheim in Minnesota nach einer COVID-19-Infektion. Die NASA würdigte sie: „Ihre mutige Unterstützung ihres legendären Ehemanns John war unvergleichlich.“

## Raumflüge
| Flug | Mission         | Funktion           | Flugdatum                        | Flugdauer       |
| ---- | --------------- | ------------------ | -------------------------------- | --------------- |
| 1    | Mercury-Atlas 6 | Kommandant         | 20. Februar 1962                 | 0d 04 h 55 min  |
| 2    | STS-95          | Nutzlastspezialist | 29. Oktober bis 7. November 1998 | 8 d 21 h 43 min |

## Besonderheiten und Rekorde
- Erster Transkontinentalflug mit Überschallgeschwindigkeit[10]
- Erster US-Amerikaner in einer Erdumlaufbahn (Mercury-Atlas 6)
- Bis 2021 ältester Mensch im All (STS-95), seit dem suborbitalen Flug von Wally Funk nur noch ältester Mensch im Orbit
- Längste Zeitperiode zwischen zwei Flügen

## Ehrungen
Glenn war einer der ersten sechs Astronauten, denen am 1. Oktober 1978 die Congressional Space Medal of Honor verliehen wurde und 1976 wurde er als erster Raumfahrer in die National Aviation Hall of Fame aufgenommen.
Für seine Verdienste um die Raumfahrt wurde er mit der Ziolkowski-Medaille ausgezeichnet. 2012 wurde Glenn durch Präsident Barack Obama mit der Presidential Medal of Freedom ausgezeichnet, einer der beiden höchsten zivilen Auszeichnungen der USA. 2013 wurde er zum Mitglied der American Academy of Arts and Sciences gewählt.
Am 1. März 1999 wurde das NASA John H. Glenn Research Center at Lewis Field nach ihm benannt. Außerdem wurde am 28. Juni 2016 der John Glenn Columbus International Airport in Columbus, Ohio getauft.

## Sonstiges
- John Glenn zu Ehren wurde 1965 in der Science-Fiction-Fernsehserie Thunderbirds der Charakter John Tracy als Astronaut der Raumstation Thunderbird 5 John benannt.
- 1962 entstand über ihn der Oscar-nominierte Kurzfilm The John Glenn Story.
- Glenn wurde in dem im Jahr 2016 erschienenen Spielfilm Hidden Figures – Unerkannte Heldinnen durch Glen Powell dargestellt.
- In Billy Joels Lied We didn´t start the fire ist ihm eine Zeile gewidmet.
- Zu Ehren von John Glenn benannte das US-amerikanische Raumfahrtunternehmen Blue Origin die Schwerlast-Trägerrakete „New Glenn“.